# العلاقات الصومالية البيلاروسية
العلاقات الصومالية البيلاروسية هي العلاقات الثنائية التي تجمع بين الصومال وروسيا البيضاء.

## مقارنة بين البلدين
هذه مقارنة عامة ومرجعية للدولتين:
| وجه المقارنة                                              | الصومال                        | روسيا البيضاء                    |
| --------------------------------------------------------- | ------------------------------ | -------------------------------- |
| المساحة (كم2)                                             | 637.66 ألف                     | 207.60 ألف                       |
| عدد السكان (نسمة)                                         | 14.74 مليون                    | 9.50 مليون                       |
| الكثافة السكانية (ن./كم²)                                 | 23.12                          | 45.76                            |
| العاصمة                                                   | مقديشو                         | مينسك                            |
| اللغة الرسمية                                             | اللغة الصومالية، اللغة العربية | اللغة البيلاروسية، اللغة الروسية |
| العملة                                                    | شلن صومالي                     | روبل بلاروسي                     |
| الناتج المحلي الإجمالي (بليون دولار)                      | 7.37 مليار                     | 54.44 مليار                      |
| الناتج المحلي الإجمالي (تعادل القوة الشرائية) بليون دولار |                                | 168.35 مليار                     |
| الناتج المحلي الإجمالي الاسمي للفرد دولار أمريكي          | 549                            | 5.74 ألف                         |
| الناتج المحلي الإجمالي للفرد دولار أمريكي                 |                                | 18.18 ألف                        |
| مؤشر التنمية البشرية                                      |                                | 0.798                            |
| رمز المكالمات الدولي                                      | +252                           | +375                             |
| رمز الإنترنت                                              | .so                            | .by، .бел                        |
| المنطقة الزمنية                                           | ت ع م+03:00                    | ت ع م+03:00                      |

## منظمات دولية مشتركة
يشترك البلدان في عضوية مجموعة من المنظمات الدولية، منها:
| علم المنظمة | اسم المنظمة                               | تاريخ انضمام الصومال | تاريخ انضمام روسيا البيضاء |
| ----------- | ----------------------------------------- | -------------------- | -------------------------- |
|             | مؤسسة التمويل الدولية                     | 31 أغسطس 1962        | 2 نوفمبر 1992              |
|             | منظمة حظر الأسلحة الكيميائية              | ?                    | ?                          |
|             | الأمم المتحدة                             | 20 سبتمبر 1960       | 24 أكتوبر 1945             |
|             | الاتحاد الدولي للاتصالات                  | 28 سبتمبر 1962       | 7 مايو 1947                |
|             | منظمة الشرطة الجنائية الدولية             | ?                    | ?                          |
|             | البنك الدولي للإنشاء والتعمير             | 31 أغسطس 1962        | 10 يوليو 1992              |
|             | الاتحاد البريدي العالمي                   | ?                    | ?                          |
|             | المركز الدولي لتسوية المنازعات الاستشارية | 30 مارس 1968         | 9 أغسطس 1992               |
|             | يونسكو                                    | 15 نوفمبر 1960       | 12 مايو 1954               |

## وصلات خارجية
- موقع وزارة الخارجية الصومالية
- موقع وزارة الخارجية البيلاروسية